# NGC 7002
NGC 7002 is een elliptisch sterrenstelsel in het sterrenbeeld Indiaan. Het hemelobject werd op 30 september 1834 ontdekt door de Britse astronoom John Herschel.

## Synoniemen
- ESO 235-43
- PGC 66009